# Ndey Tapha Sosseh
Ndey Tapha Sosseh (* 27. Juli 1979 in Banjul) ist eine gambisch-malische Journalistin. Sie war Präsidentin der Gambia Press Union (GPU).

## Leben
Ndey Tapha Sosseh ist die Tochter der Menschenrechtlerin und Pädagogin Adelaide Sosseh Gaye und von Mustapha Sosseh. Ihr Vater starb 1979 überraschend, als ihre Mutter im dritten Monat schwanger war.
Sie begann ihre Karriere im Journalistin im Juni 1998 beim Daily Observer. Sie war zunächst dort zunächst Reporterin und Redakteurin.
Ab 2000 bis zum Juni 2004 war sie zur Weiterbildung in Großbritannien. Sosseh studierte an der University of Central England in Birmingham und erlangte ihren Master in internationalem Pressejournalismus (International Press Journalism). Weitere Ausbildung genoss sie auf dem Warwickshire College.
Nach ihrer Rückkehr wurde sie im August oder Dezember 2004 Chefredakteurin der täglich erscheinenden Zeitung The Daily Observer und war damit erste Chefredakteurin einer Tageszeitung in Gambia. Die Funktion als Chefredakteurin gab sie im Januar 2005 an Momodou Sanyang ab.
Von April bis Dezember 2005 arbeitete sie für den Medical Research Council und im Anschluss für die Association of Development Consultants.
Ende März 2005 wurde Sosseh zur Generalsekretärin der Gambia Press Union (GPU) gewählt. Im März 2008 wurde Sosseh zur neuen Präsidentin der GPU gewählt, weil ihr Vorgänger Madi M. K. Ceesay nicht mehr für eine weitere Amtszeit zur Verfügung stand. Sie wurde 2011 von Bai Emil Touray abgelöst.
Von Juni 2009 bis Oktober 2017 hielt sie sich im Exil in Bamako (Mali) auf. Währenddessen wurde sie 2011 in Gambia des Landesverrats angeklagt. Nach ihrer Aussage habe die gambische Regierung unter Außenminister Mamadou Tangara sie nach Gambia ausliefern lassen wollen. Zum Schutz habe ihr die Internationale Journalisten-Föderation einen Personenschutz rund um die Uhr engagiert. Tangara widersprach diesem Vorwurf und äußerte, er habe sie im Gegenteil schützen wollen.
Nach der Abwahl Yahya Jammehs bei der Präsidentschaftswahl in Gambia 2016 kehrte sie 2017 nach Gambia zurück und arbeitete als Beraterin für den Minister für Kommunikation und Information, Demba A. Jawo.
Im Juli 2019 sagte sie vor der Truth, Reconciliation and Reparations Commission (TRRC) aus. Sie berichtete von Selbstzensur und Druck auf die Nachrichtenredaktion unter dem Präsidenten Yahya Jammeh.
Sosseh heiratete einen Malier und besitzt daher auch die malische Staatsbürgerschaft.